# Río de los Sauces
Río de los Sauces är ett vattendrag i Argentina.   Det ligger i provinsen Córdoba, i den centrala delen av landet, 700 km väster om huvudstaden Buenos Aires.
Omgivningen kring Río de los Sauces består i huvudsak av gräsmarker. Runt Río de los Sauces är det ganska glesbefolkat, med 27 invånare per kvadratkilometer.